# Polder Ingelheim

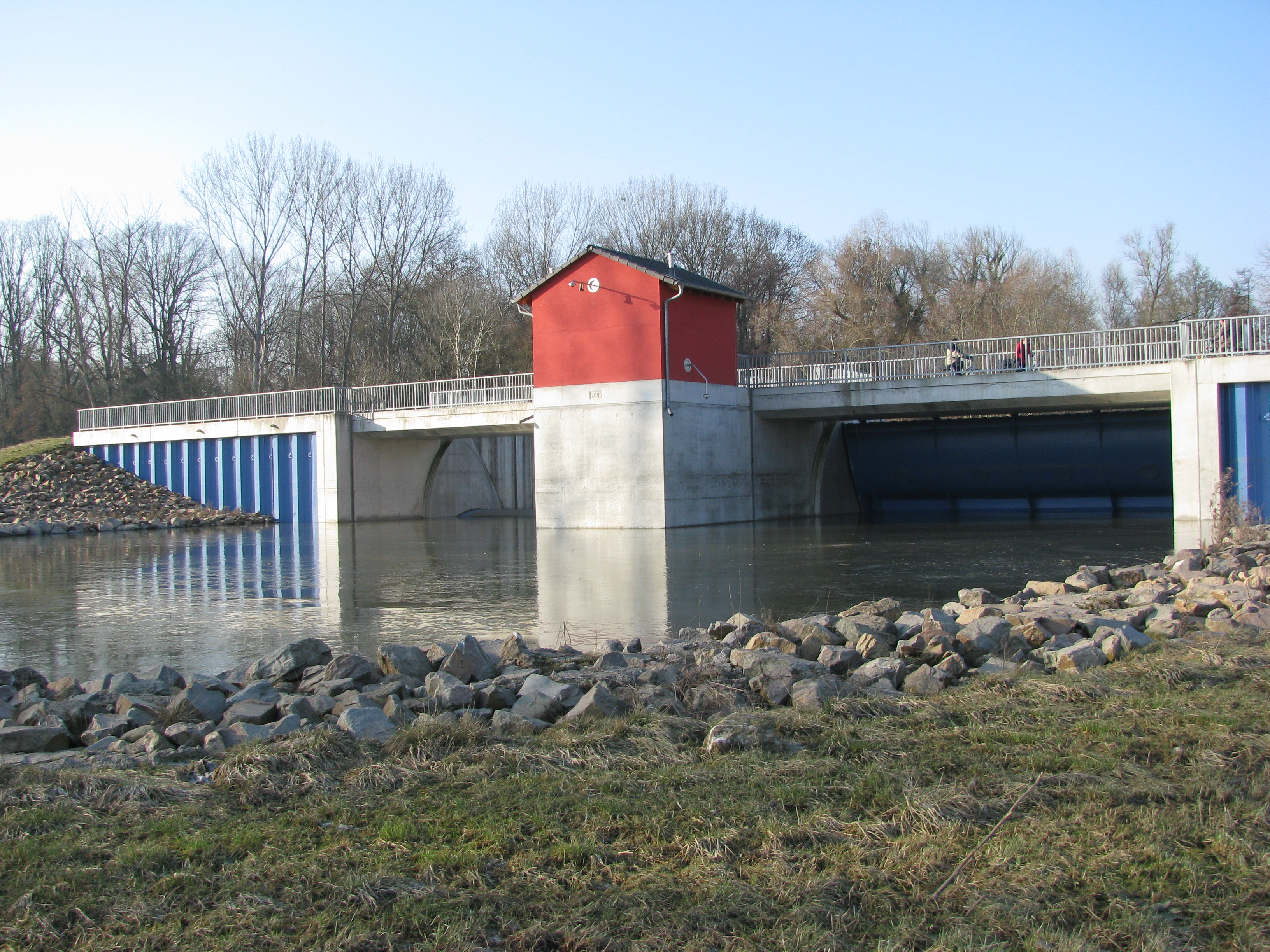
Durchlassbauwerk polderseitig

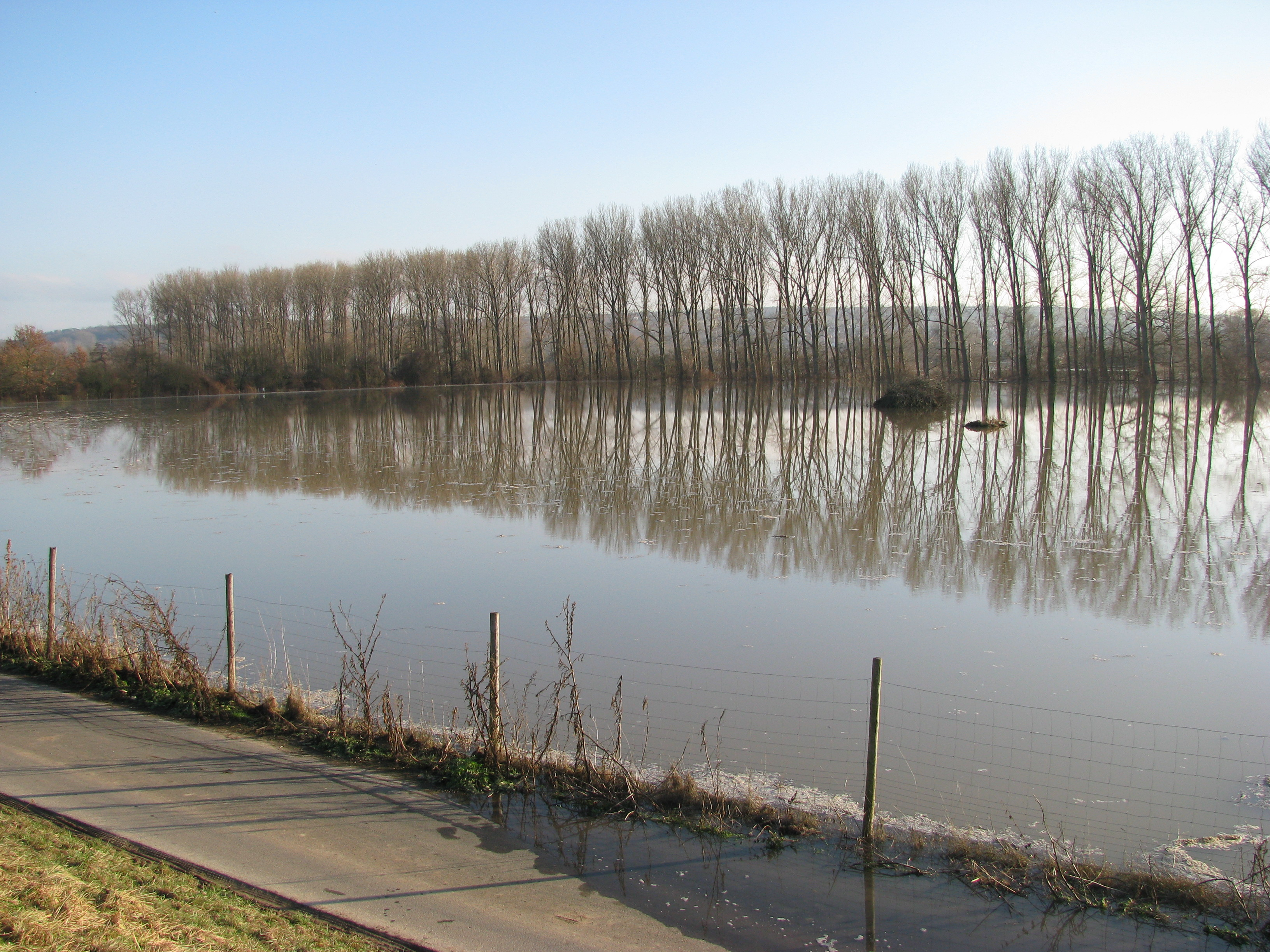
Gefluteter Polder bei Ingelheim am 16. Januar 2011

Der Polder Ingelheim ist ein Hochwasserschutzpolder am Oberrhein, der das Mittelrheintal vor Hochwasserspitzen schützen soll. Er liegt bei Rheinkilometer 517 im Gebiet der Stadt Ingelheim am Rhein im rheinland-pfälzischen Landkreis Mainz-Bingen. Er besteht aus einem landwirtschaftlich genutzten Areal von 162 ha und kann 4,5 Millionen Kubikmeter Wasser aufnehmen.
Der Polder ist Teil des Integrierten Rheinprogramms, mit dem seit den 1980er Jahren am Oberrhein durch Rückhaltung und Dämpfung von Hochwasserwellen der Schutz vor einem 200-jährlichen Hochwasser wiederhergestellt werden soll, der durch die Rheinbegradigung mit Eindeichung von Flussauen und den Bau von Staustufen am südlichen Oberrhein verlorengegangen war.
Das Planfeststellungsverfahren dauerte nur zwei Jahre. Es kam lediglich zu 18 Einwendungen, da bereits im Vorfeld die wichtigsten Ergebnisse mit den Vertretern von Naturschutz, Landwirtschaft und insbesondere der Stadt Ingelheim einvernehmlich besprochen waren. Auch die Bauzeit dauerte nur rund 24 Monate, und im Sommer 2006 war der Polder betriebsbereit.
Der Polder liegt zwischen dem vorhandenen Rheinhauptdeich im Norden und dem nach Süden natürlich ansteigenden Gelände an der knapp eineinhalb Kilometer entfernten Bundesautobahn 60. Im Westen war der bestehende östliche Selzdeich zum Rhein hin durch einen 380 Meter langen Polderdeich West zum Schutz der Deponie Biegeneck zu ergänzen und im Osten wurde ein rund 900 Meter langer Polderdeich Ost durch das Überschwemmungsgebiet gezogen. Beide Deichbauten verlaufen mit etwa 1600 Meter Abstand annähernd parallel zueinander.
Als Ein- und Auslaufbauwerk dient ein Fischbauchklappenwehr mit zwei Feldern von je 13 Meter Breite im Rheinhauptdeich. Den Klappen schließt sich ein 2,00 m tiefer liegendes Tosbecken an. Die der Konstruktion der Ein- und Auslaufbauwerke zugrunde liegenden Bauwerksabmessungen und Erosionssicherungen wurden anhand von Modellversuchen an der Universität Karlsruhe (Institut für Wasserbau und Kulturtechnik, 1995) ermittelt. Das Bauwerk besitzt eine theoretische Leistung von 213 m³/s bei einer Stauhöhe von rund 3,30 m über der Einlaufschwelle. Alle Durchlässe in den Deichen mussten verschließbar sein. Ein Schöpfwerk am Polderdeich Ost dient der Binnenentwässerung der angrenzenden Flächen.
Das 200-jährliche Hochwasser entspricht am Polder einem Wasserstand von 84,29 m ü. NN. Die Befüllung des Polders ist bereits bei Hochwasserereignissen mit einer Jährlichkeit von 5 bis 20 Jahren vorgesehen. Ab einem Rheinhochwasser mit einem Pegelstand von 690 cm am Pegel Kaub wird er durch vollständiges Absenken der Fischbauchklappen am Ein- und Auslaufbauwerk geflutet. Dieser Fall trat das erste Mal in der Nacht zum 16. Januar 2011 ein. Nur wenige Stunden nach der Öffnung habe der Wasserstand am nächsten Pegel stagniert und dann langsam zu sinken begonnen. Der Polder sollte bis zu 2,5 Millionen Kubikmeter Wasser aufnehmen. Bis zum Vormittag sei er zu 80 Prozent überschwemmt gewesen. Es handelte sich um die erste Flutung eines sogenannten gesteuerten Polders am Rhein in Rheinland-Pfalz.